# شوراهای اجتماعی لسوتو
ناحیه‌های لسوتو به حوزه‌های انتخاباتی تقسیم می‌شوند و این حوزه‌ها نیز به شوراهای اجتماعی (یا شوراهای محلی) تقسیم می‌گردند.

## وظایف
وظایف شوراهای اجتماعی به شرح زیر است:
| برنامه‌ریزی اقتصادی محلی مسیرهای روستایی و عبور دام آرامگاه‌ها گورستان‌ها کنترل مراتع | هماهنگی برنامه‌های HIV و ایدز تخصیص زمین کنترل منابع طبیعی حفاظت محیط زیست و کاهش آلودگی آموزش پیش‌دبستانی | نظارت بر بازارهای عمومی جاده‌های دسترسی روستایی ورزش و تفریحات تأمین آب |

## شوراهای اجتماعی بر پایه ناحیه

### ناحیه برئا
ماکئوانا
ماپوتنگ
کوئنگ
تبه-تبه
فوتیاتسانا
موتاناسلا
سنکانه
کانانا
شورای شهری بریا

### ناحیه بوتا-بوته
کائو
لیکیلا
لیناکنگ
لیپلاننگ
لیقوبونگ
ماخونوانه
موتنگ
نتله
سخوبه
تسا-له-مولکا

### ناحیه لریبه
فنیانه
هلیوهنگ
خوموخوانا
لیمامارلا
لیناره
لیتجوتجلا
مایسا-فوکا
مالائواننگ
مانکا
متلامنگ
منخواننگ
موتاتی
مفوروسانه
پیتسنگ
سپهوکونگ
سروپانه
سشوته
تسویلیتسویلی

### ناحیه مافتنگ
کوتی-سه-فولا
ماکائوتا
ماخولانه
مالاکنگ
مالومننگ
مامانتسو
مونیاکه
ماتولا
متسی-ماهولو
قیبینگ
راموتسانا
تاجانه

### ناحیه ماسرو
ابیا
لیکالاننگ
لیلالا
لیثاباننگ
لیتوتنگ
ماخکا
ماخوآرانه
ماخالنگ
ماکولوتسانه
مانونیانه
ماسرو مرکزی
مازنود
موهلکنگ
موتیمپوسو
نیاکوسوبا
قیلوانه
کوالینگ
راتائو
ریباننگ
سِمونکونگ
منطقه استادیوم
تله

### ناحیه موهالس هوک
خولنیا
لیکوتلواننگ
ماشالنگ
موتسینیانه
نکاو
فامونگ
قابانه
خووبنگ
قوبونگ
سروتو
سیلویه
تکه
تبا موکله

### ناحیه موکات لانگ
خالاهالی
خوبلو
لیناکاننگ
لیفامولا
ماپولاننگ
مارونگ
ماتئانونگ
ماتسوکو
مولیکا-لیک‌و
مورموهولو
پائی-لا-ایتلاتسوا
پوپا
رافولاتسانه
ساکنگ
تکسلنگ

### ناحیه نک قچا
خومو-فَتسُوا
لِتلئپه
ماسفو
ماتبنگ
موسنکنگ
پاتلونگ
رامتشلیسو
راتشوللی
تبا-خوبلو
تبا-لیتشوئنه
وایت‌هیل

### ناحیه قوتینگ
ها انکوئبه
لیکهولونگ
لیفاکوئه
ماتساتسانگ
مکونو
موکوتجوملا
مفاکی
قوموقومونگ
سفورونگ
تساتسانه

### ناحیه تهبا-تسکا
بوکونگ
لسوبنگ
خوتلو-سه-متسی
لیتسوتسه
لیناکنگ
شورای شهری تبا-تسکا